# Prunus dielsiana
Prunus dielsiana är en rosväxtart som beskrevs av Camillo Karl Schneider. Prunus dielsiana ingår i släktet prunusar, och familjen rosväxter. Utöver nominatformen finns också underarten P. d. abbreviata.